# 北海道開拓の村

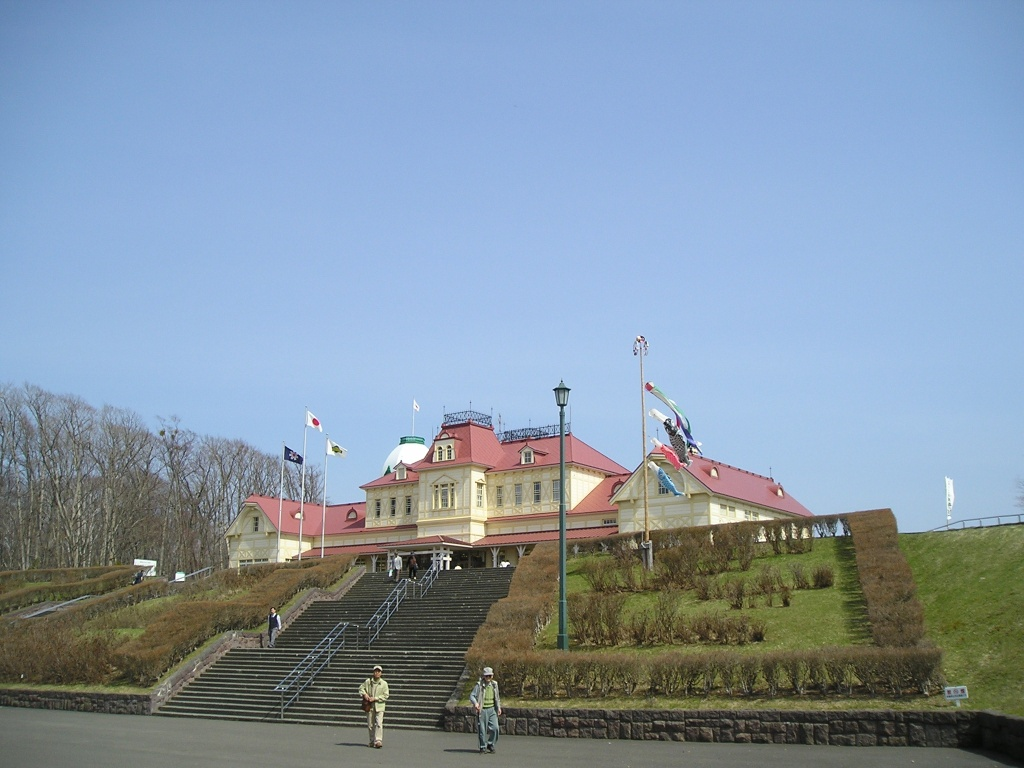
入場口（旧札幌停車場）

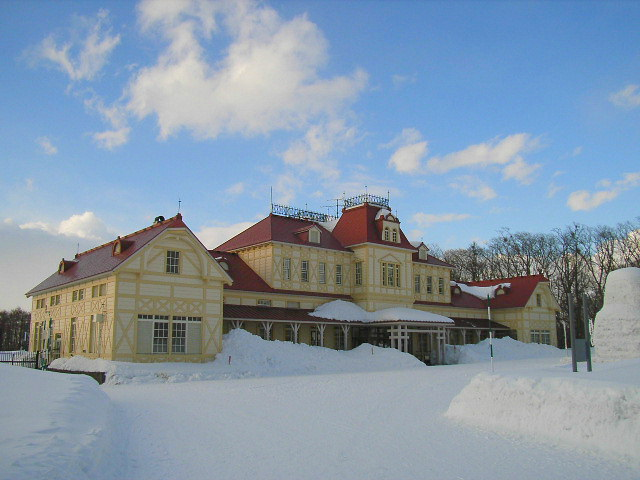
旧札幌停車場 - 村内側より

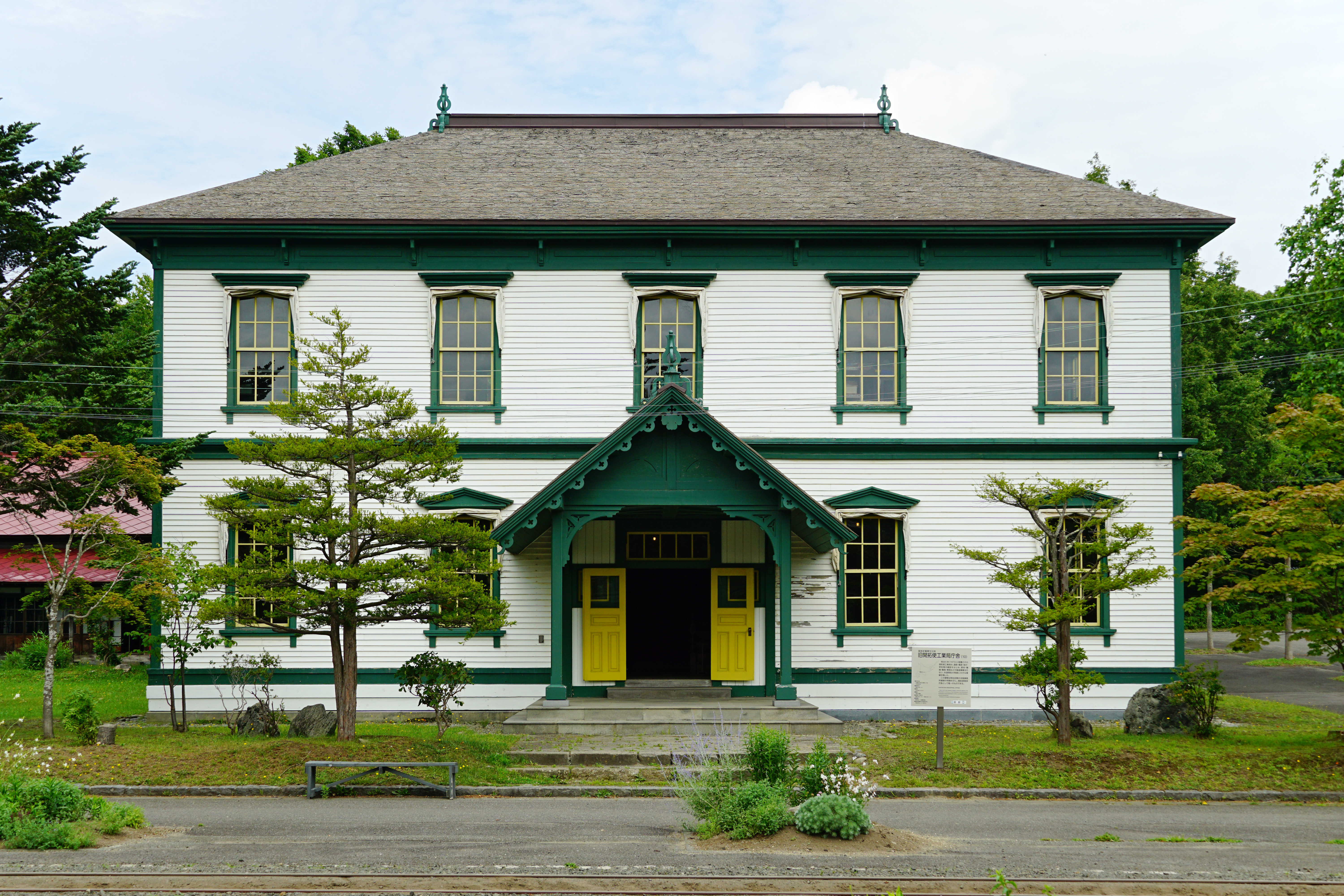
旧開拓使工業局庁舎（国の重要文化財）

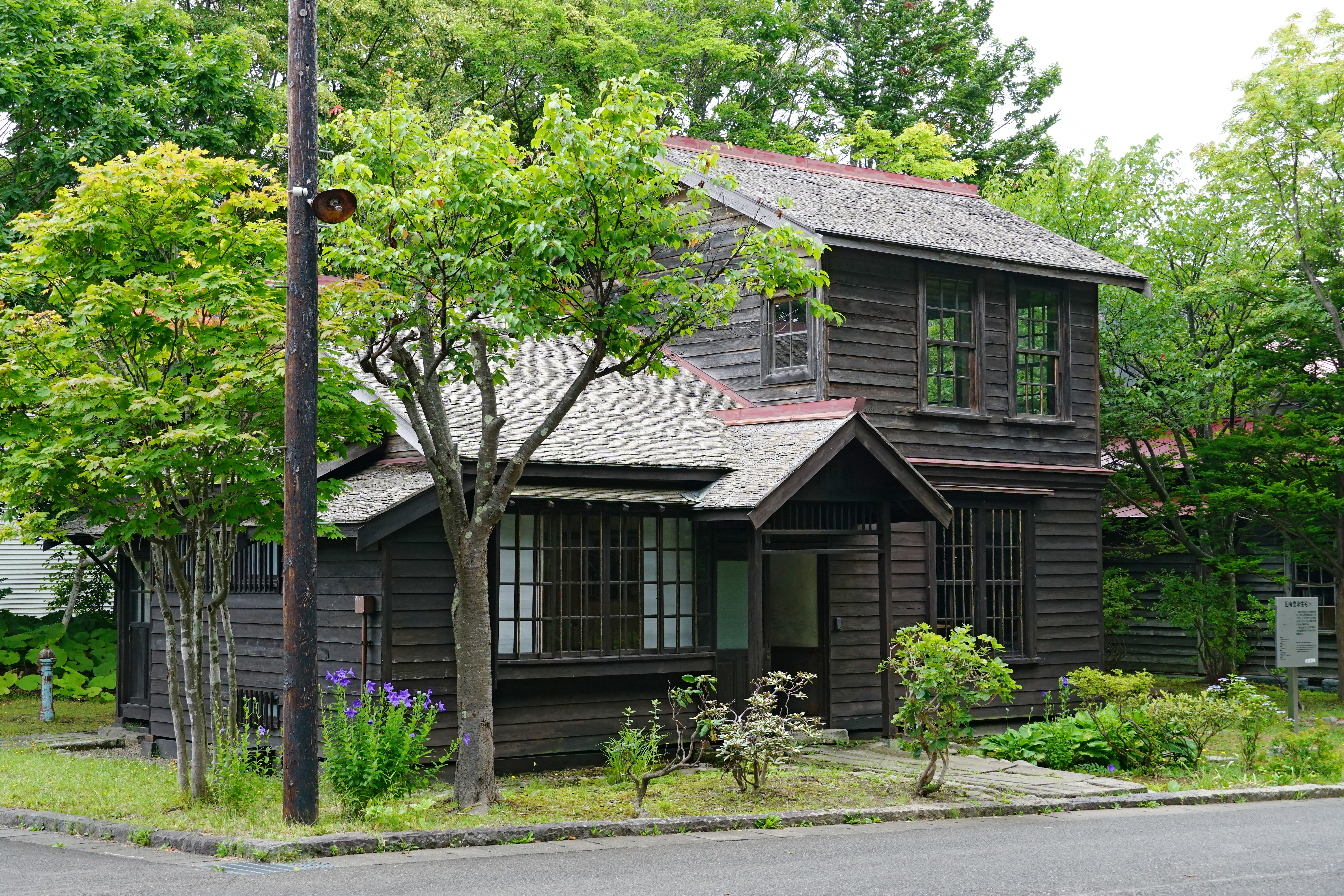
旧有島家住宅

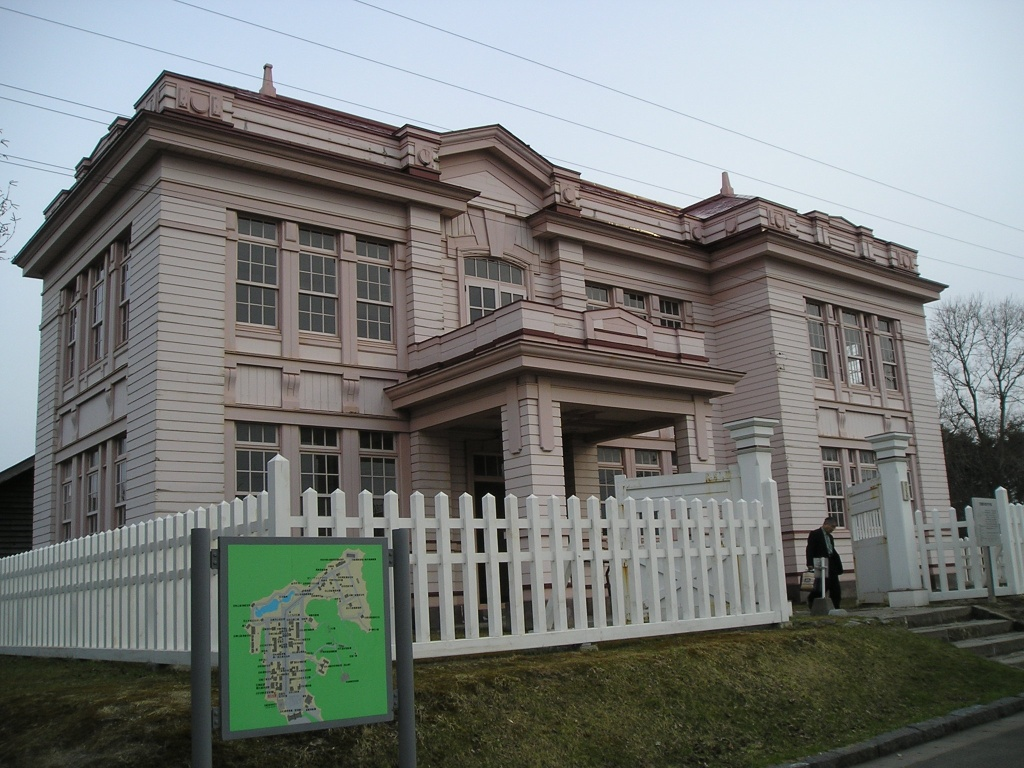
旧浦河支庁庁舎

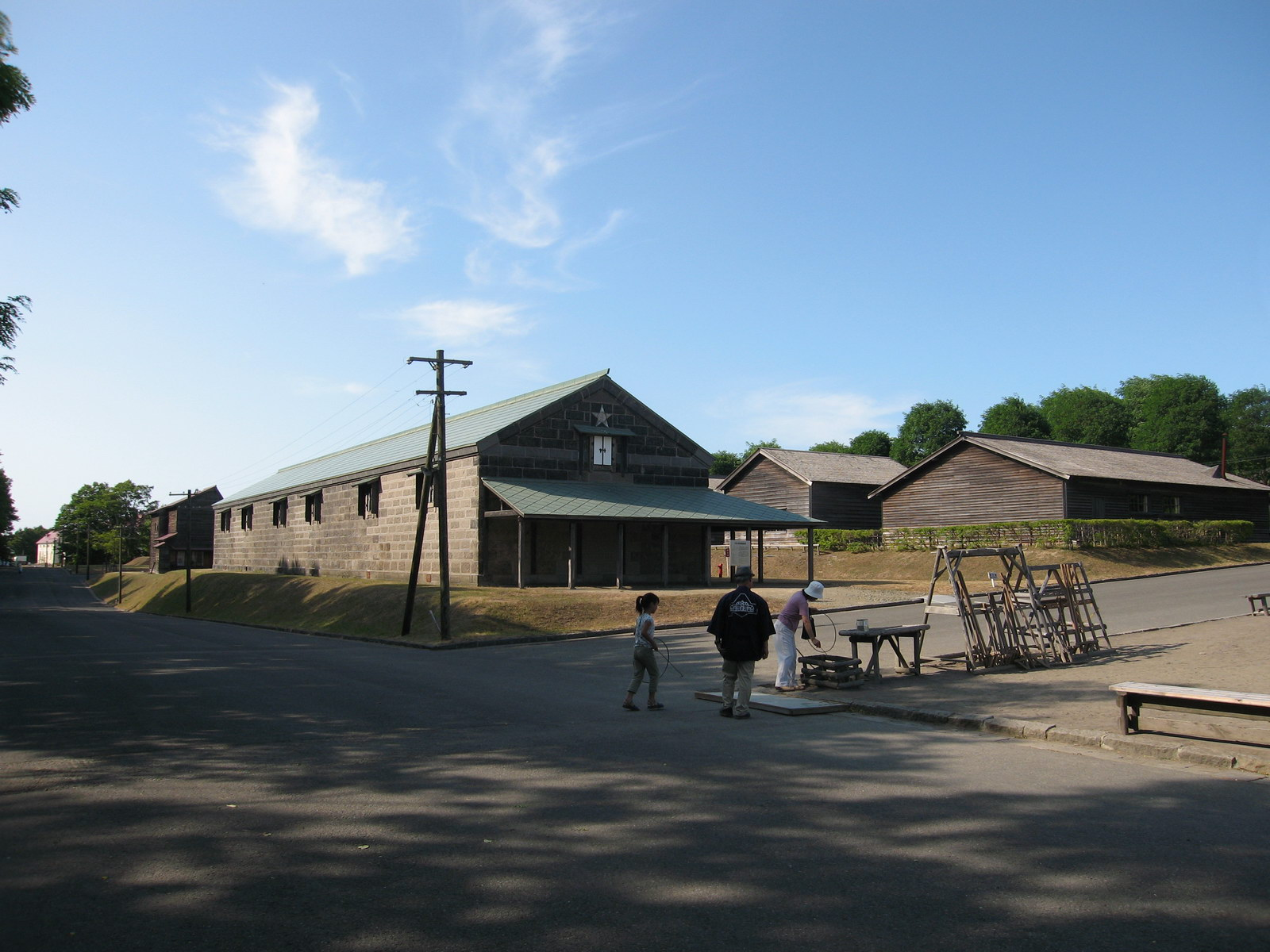
旧札幌拓殖倉庫 2006年8月

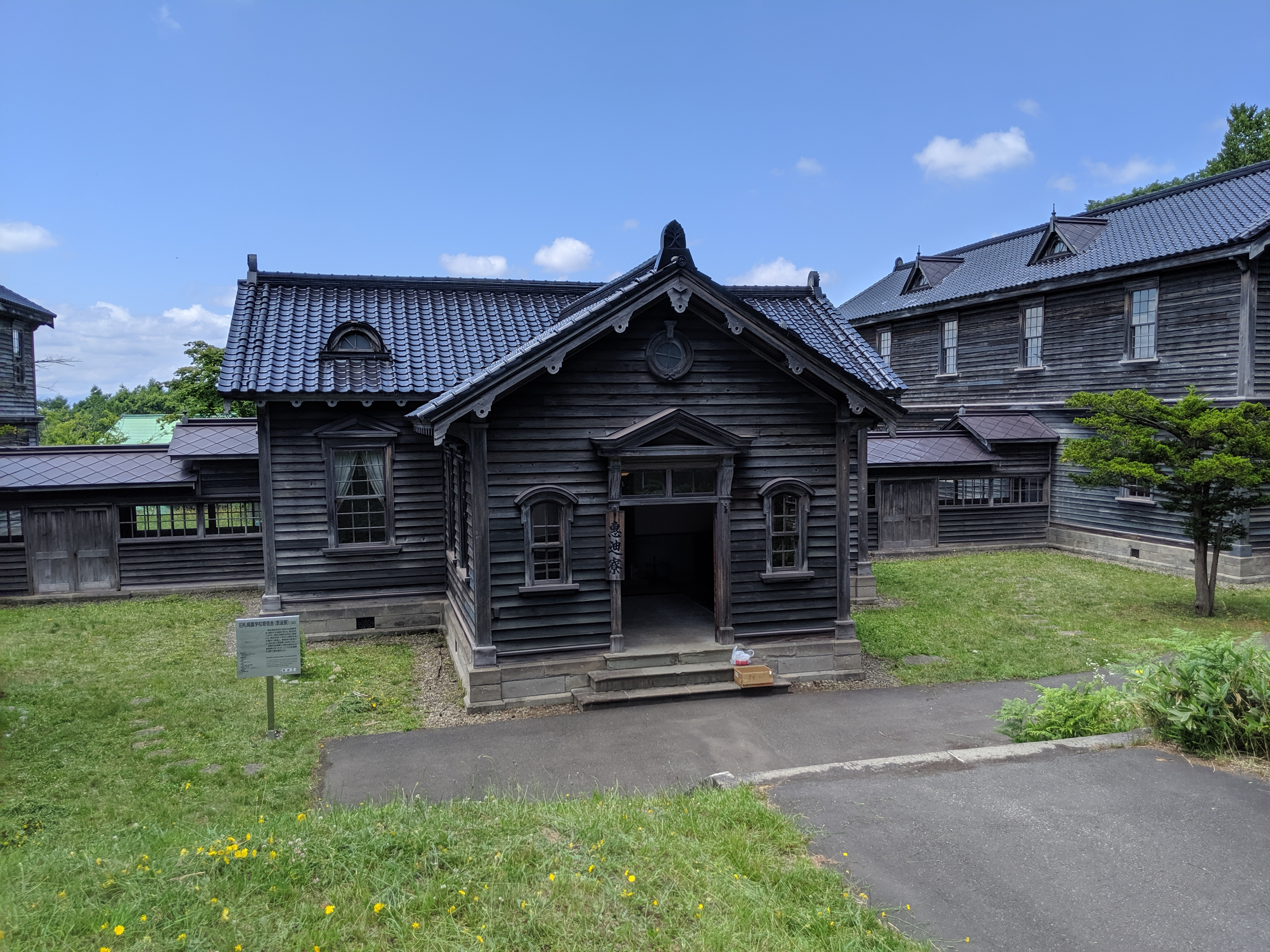
旧札幌農学校寄宿舎(恵迪寮) 2019年7月

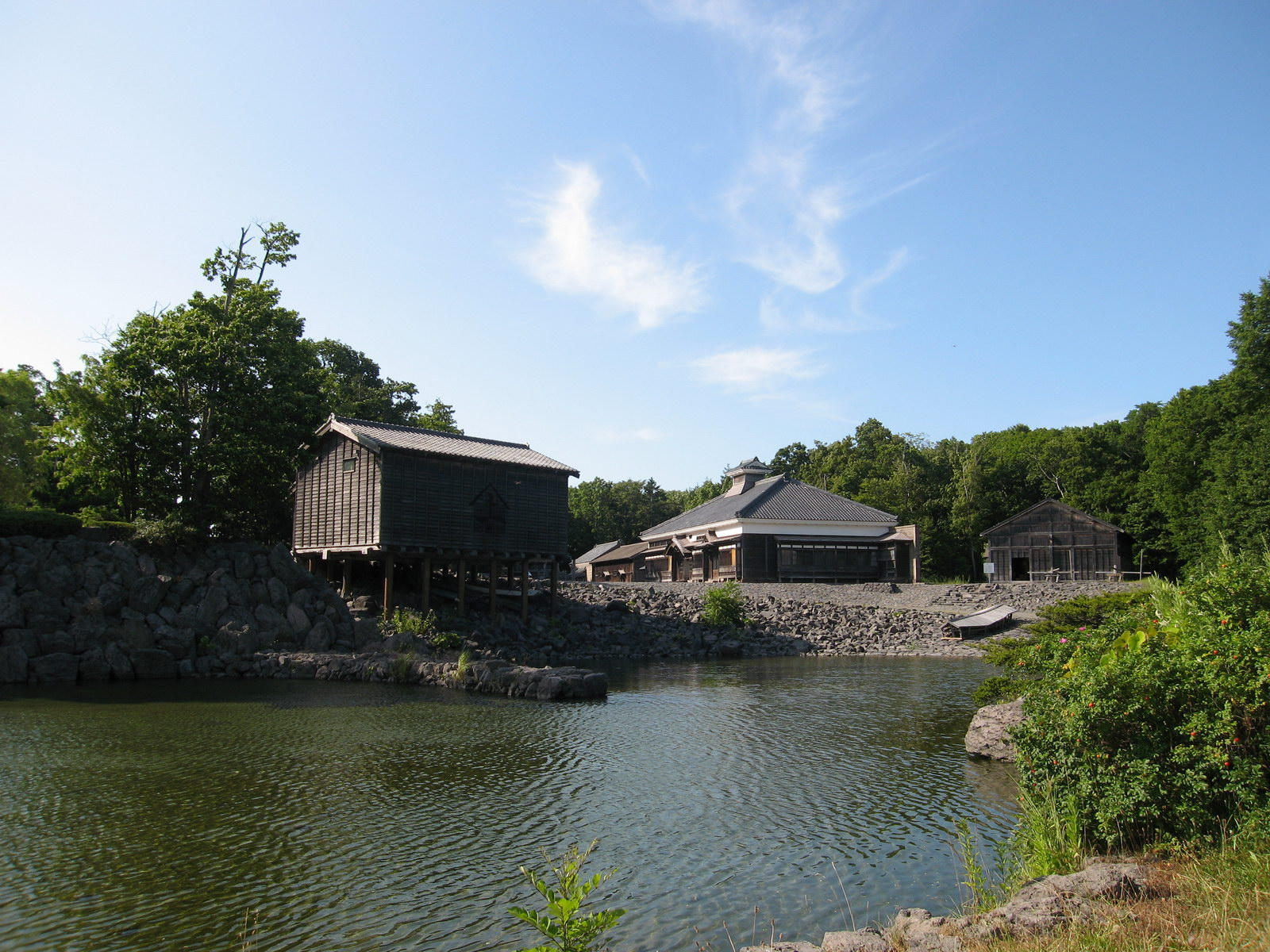
旧青山家漁家住宅 2006年8月

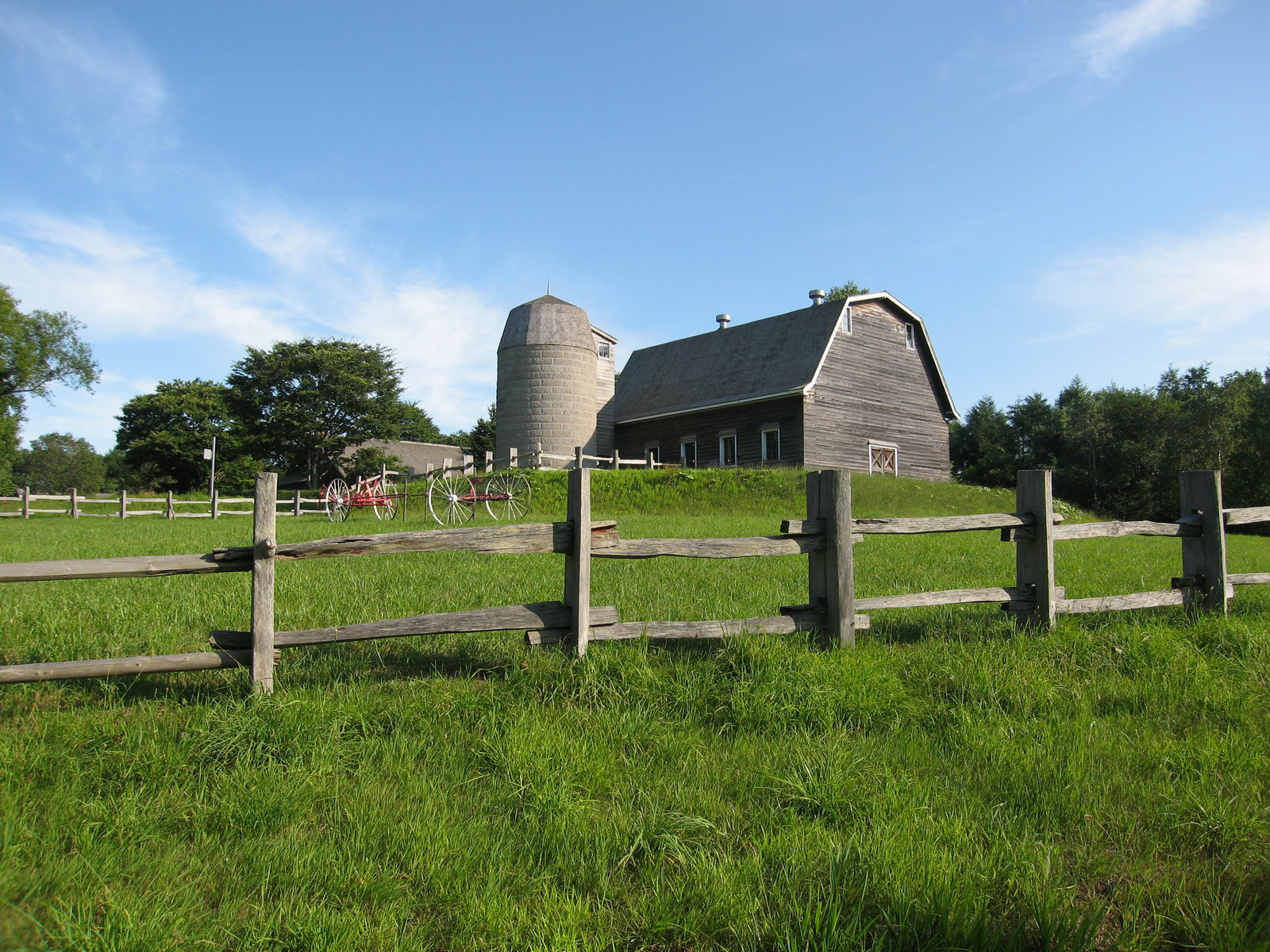
旧小川家酪農畜舎 2006年8月

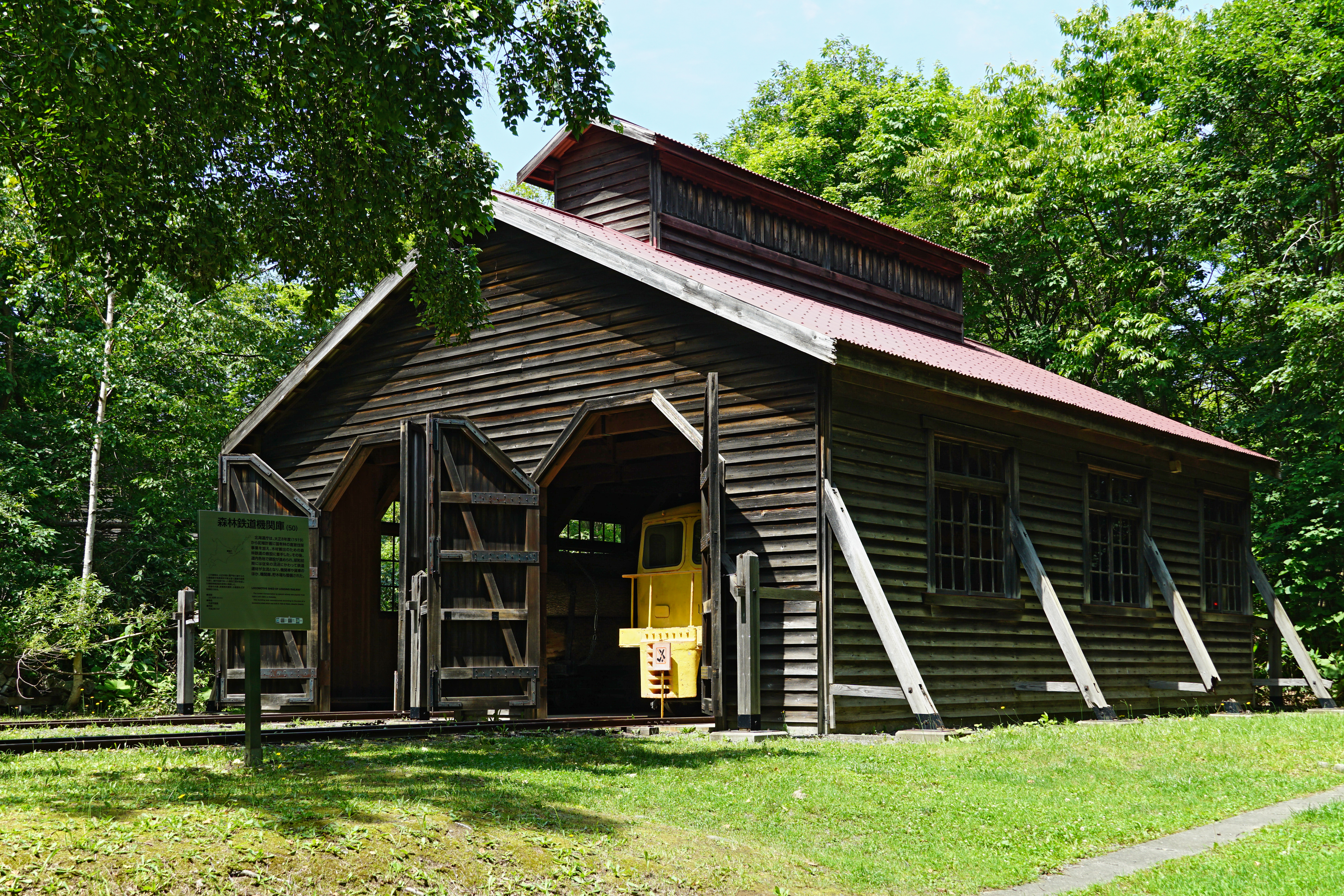
森林鉄道機関庫

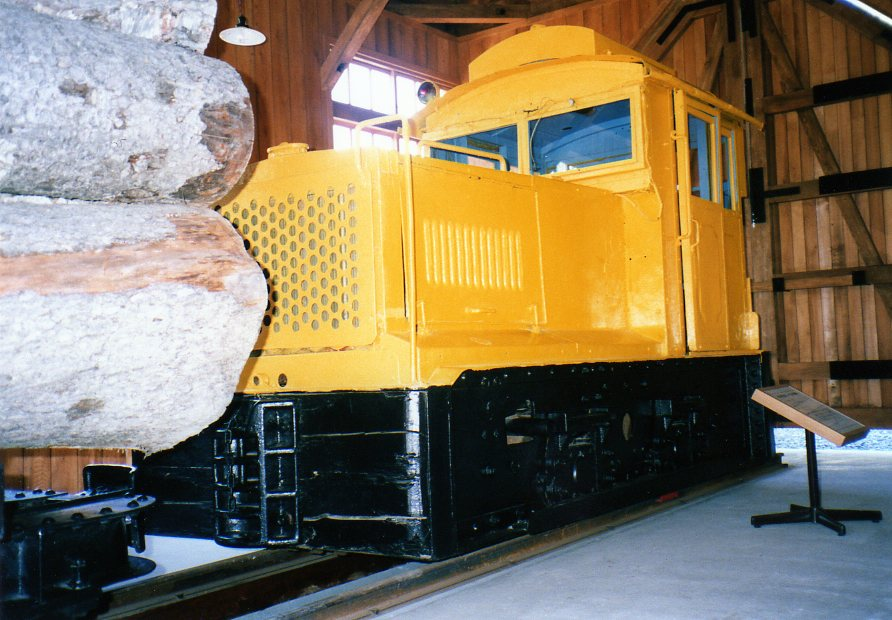
下夕張森林鉄道で活躍した野村プリムス型DL（森林鉄道機関庫）

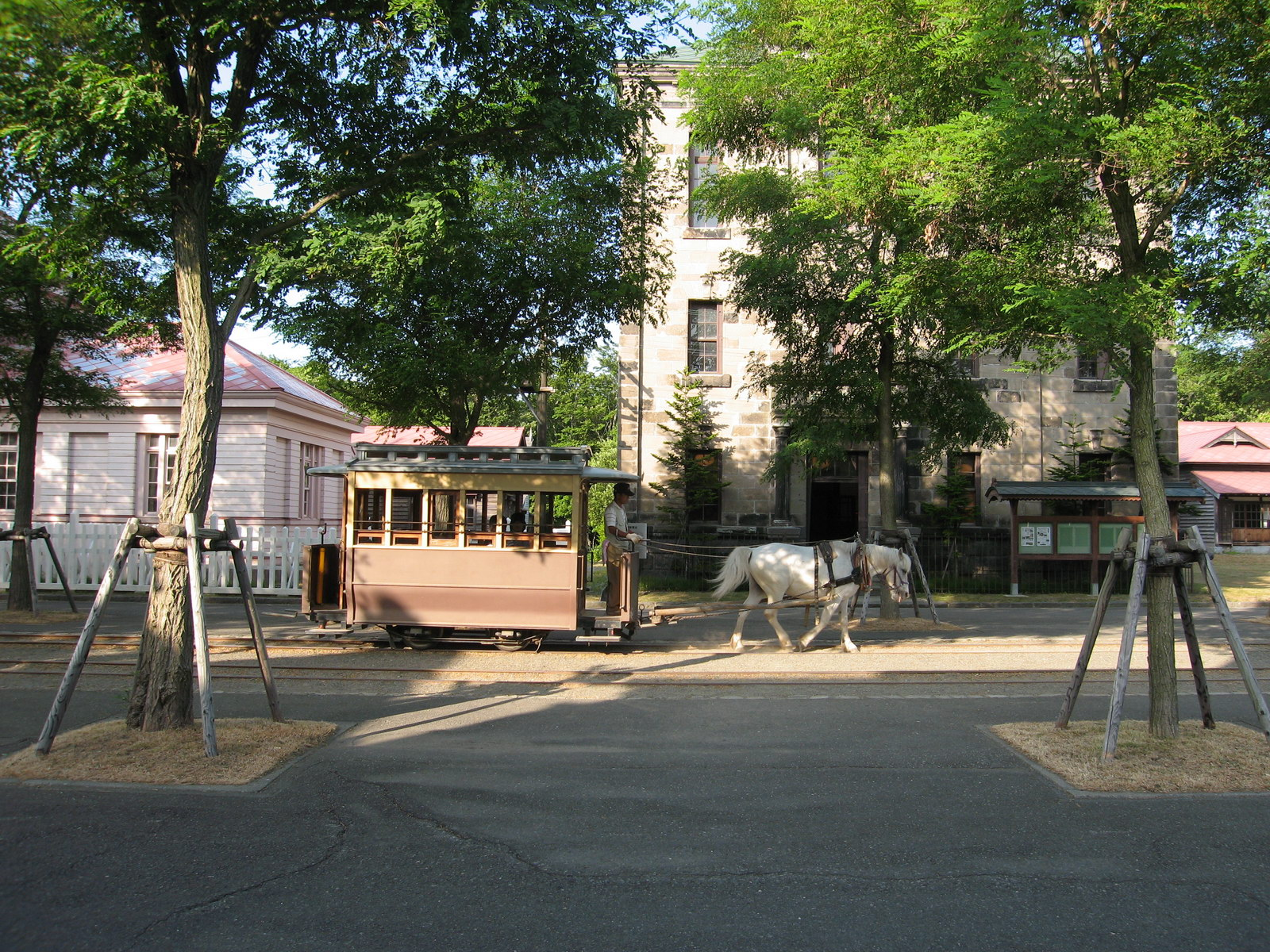
園内を走る馬車鉄道 2006年8月

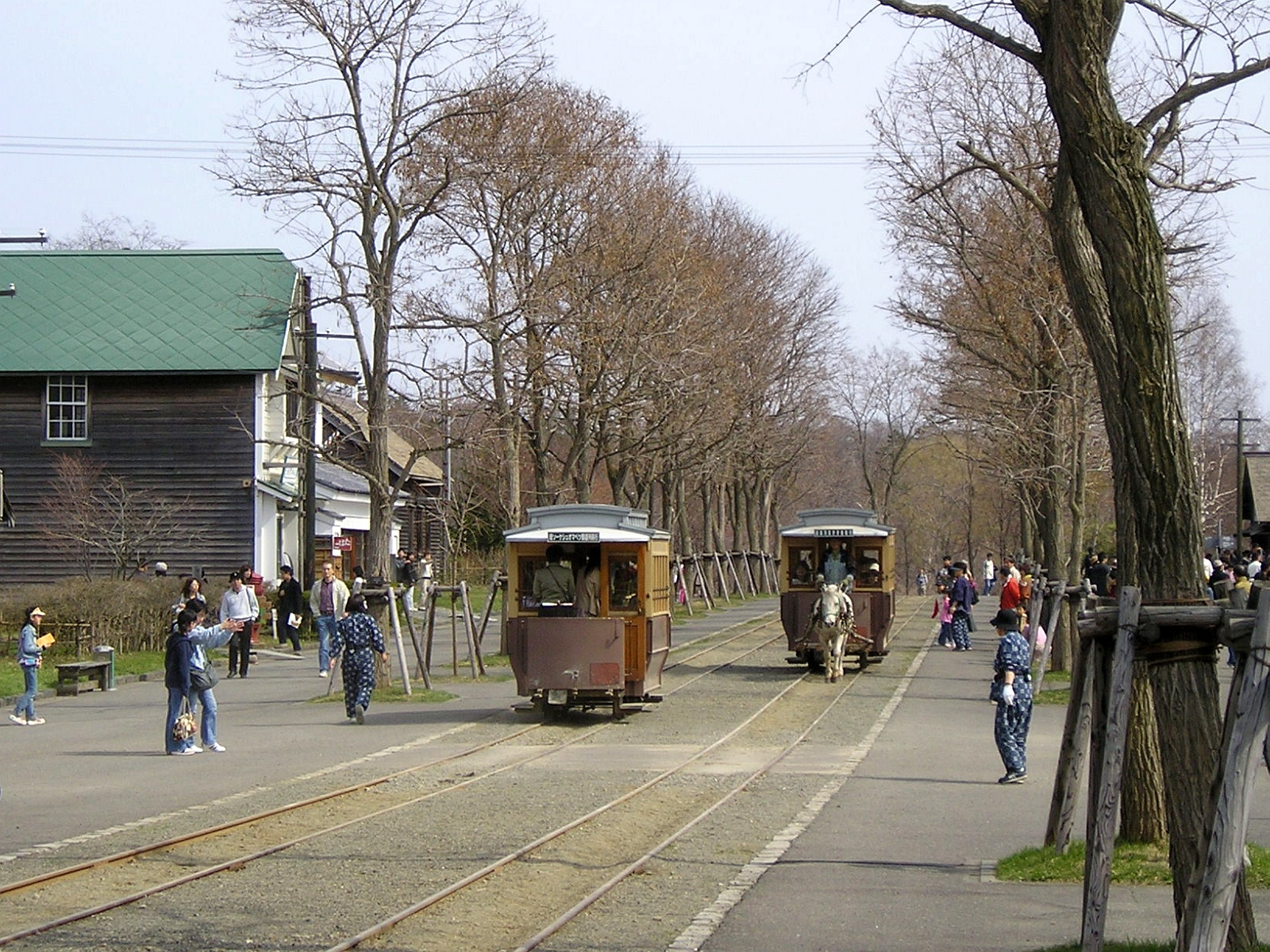
村内の様子 - 馬車鉄道

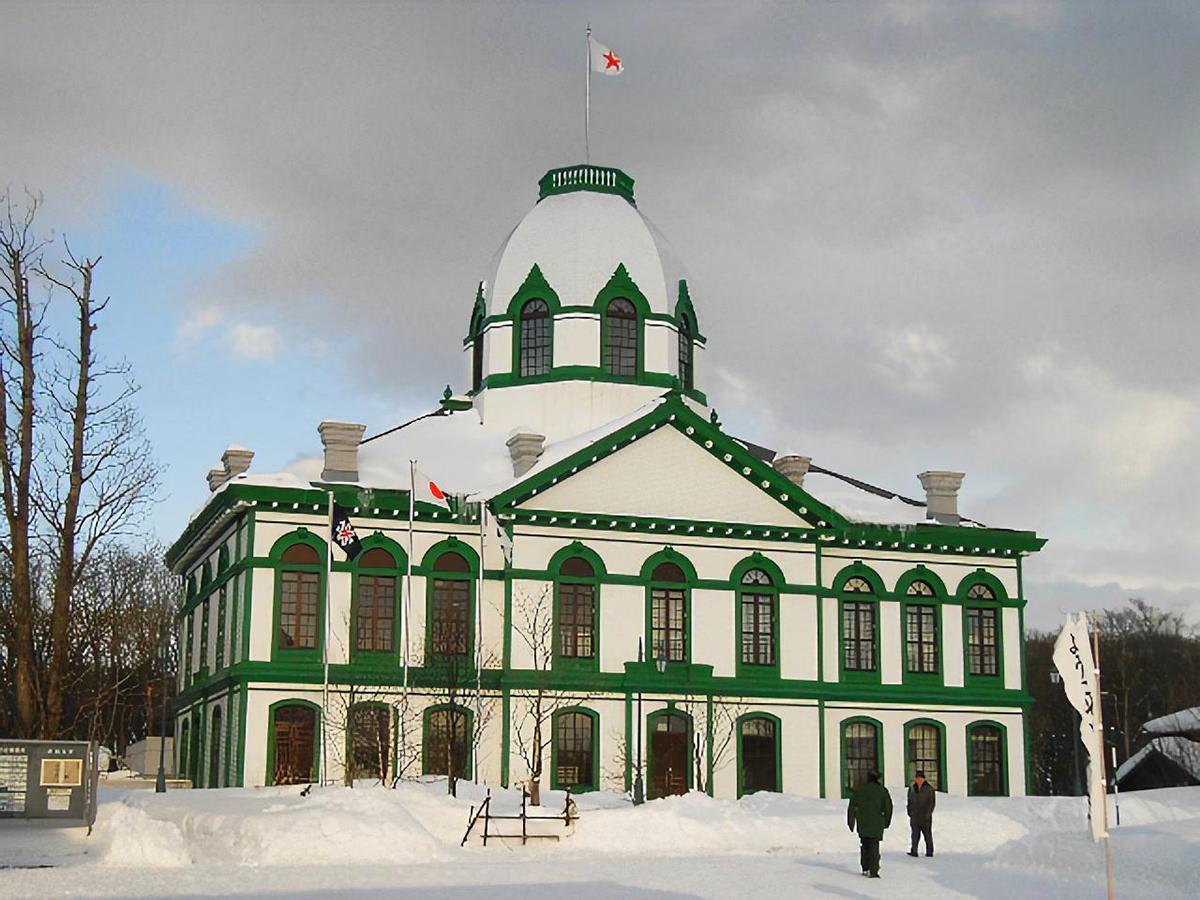
開拓使札幌本庁舎

北海道開拓の村（ほっかいどうかいたくのむら、英称：Historical village of Hokkaido）は、北海道札幌市厚別区厚別町小野幌（野幌森林公園内）にある野外博物館。
2007年（平成19年）8月に「博物館相当施設」に指定された。
一般財団法人北海道歴史文化財団が指定管理者として管理運営を行っている。

## 概要
1967年に北海道百年記念事業の一環として北海道開拓記念建造物を移設しての野外博物館構想が決定され1972年に基本構想を策定し1977年に起工、1983年4月16日に開村。54ヘクタールの敷地に52棟の歴史的建造物が移築または再現され。「博物館相当施設」であり、夏季は馬車鉄道、冬季の土日祝日は馬そりを運行している。
開拓時代当時の年中行事の再現や、当時の遊戯文化や伝統技術の伝承活動も行っている。
なお、村内の解説ガイド、ぞうりなどのわら細工制作演示には、ボランティアが活動している。
財政難や職人の確保の問題から補修が進まない状況が2003年（平成15年）時点ですでに問題視されており、2013年（平成25年）には補修が必要な老朽化が深刻なものだけで24棟あるとされている。

## 保存（移築）されている建物の一覧
（凡例：建物名 - 旧所在地 - 建築年代　※備考）
市街地群
- 旧札幌停車場 - 札幌市中央区 - 1908年（明治41年）　※入場口、管理棟（外観再現）[10]
- 旧開拓使札幌本庁舎 - 札幌市中央区 - 1873年（明治6年）※ビジターセンター（1998年（平成10年）外観再現）[11][12]。
- 旧手宮駅長官舎 - 小樽市 - 1884年（明治17年）築（1983年（昭和58年）移築）[13]。
- 旧開拓使爾志通洋造家 - 札幌市中央区 - 1878年（明治11年）築
- 旧福士家住宅 - 札幌市中央区 - 明治時代（1983年（昭和58年）移築）[14]。開拓使官吏であった福士成豊の旧宅。
- 旧松橋家住宅 - 札幌市中央区[15] - 1897年（明治30年）築[15]（1983年（昭和58年）移築）[16]。
- 旧有島家住宅 - 有島武郎旧居。札幌市白石区 - 1904年（明治37年）築[17]（1983年（昭和58年）移築）[18]。
- 旧浦河支庁庁舎 - 浦河郡浦河町 - 1919年（大正8年）築（1983年（昭和58年）移築）[19]。
- 旧小樽新聞社 - 小樽市 - 1909年（明治42年）築（1983年（昭和58年）移築）[20]。
- 旧開拓使工業局庁舎 - 札幌市中央区 - 1877年（明治10年）築（1983年（昭和58年）移築）[21]。（2013年（平成25年）に国の重要文化財に指定[22]）
- 旧北海中学校 - 札幌市豊平区 - 1909年（明治42年）築（1983年（昭和58年）移築）[23]。
- 旧龍雲寺 - 札幌市北区 - 1893年（明治26年）築
- 旧札幌警察署南一条巡査派出所 - 札幌市中央区[24] - 1911年築
- 旧島歌郵便局 - 久遠郡せたな町[25] - 1902年（明治35年）築[25]（1987年（昭和62年）移築）[26]
- 旧山本理髪店 - 札幌市中央区[15] - 大正末期築[15]。1986年（昭和61年）3月までは開拓村内で実際に理髪店として営業していた[27]。2013年（平成25年）7月1日に全国理容生活衛生同業組合連合会の「理容遺産」全国第1号に認定された[28]。
- 旧渡辺商店 - 枝幸郡中頓別町 - 大正後期築
- 旧浦河公会会堂 - 浦河郡浦河町 - 1894年（明治27年）築
- 旧来正旅館 - 旭川市 - 1919年（大正8年）築
- 旧三ます河本そば屋 - 小樽市[29] - 1909年頃築（主屋）（1987年（昭和62年）移築）[29]。
- 旧武井商店酒造部 - 古宇郡泊村 - 1886年（明治19年）頃築
- 旧近藤医院 - 古平郡古平町 - 1920年（大正9年）築（医院棟）
- 旧近藤染舗 - 旭川市 - 1913年（大正2年）築
- 旧武岡商店 - 静内郡静内町 - 1898年築
- 旧大石三省堂支店 - 帯広市 - 1907年（明治40年）頃築
- 旧太田装蹄所 - 札幌市中央区 - 大正後期
- 旧藤原車橇製作所 - 雨竜郡妹背牛町 - 1903年（明治36年）築
- 旧本庄鉄工場 - 石狩市 - 1897年（明治30年）頃築
- 旧広瀬写真館 - 岩見沢市[15] - 1924年（大正13年）築[15]（1991年（平成3年）再現）[30]。
- 旧札幌拓殖倉庫 - 札幌市中央区 - 1907年（明治40年）築
- 旧札幌農学校寄宿舎 - 札幌市北区 - 1903年（明治36年）築
- 旧札幌師範学校武道場 - 札幌市中央区 - 1929年築（1998年（平成10年）移築）[12]。
- 火の見櫓 - 札幌市白石区（再現）[31]

漁村群
- 旧土谷家はねだし - 二海郡八雲町 - 1887年（明治20年）頃築
- 旧青山家漁家住宅 - 小樽市 - 1919年
- 廊下（再現）
- 旧秋山家漁家住宅 - 苫前郡羽幌町 - 1920年（大正9年）築

農村群
- 旧山本消防組番屋 - 札幌市厚別区 - 大正後期
- 旧若狭家たたみ倉 - 檜山郡上ノ国町 - 江戸末期築
- 旧ソーケシュオマベツ駅逓所 - 虻田郡喜茂別町 - 1907年（明治40年）頃築（主屋）（1983年（昭和58年）移築）[32]。
- 旧田村家北誠館蚕種製造所 - 樺戸郡浦臼町 - 1905年（明治38年）築（1983年（昭和58年）移築）[33]。
- 旧農商務省滝川種羊場機械庫 - 滝川市 - 1921年
- 旧納内屯田兵屋 - 深川市 - 1895年（明治28年）築
- 旧山田家養蚕板倉 - 札幌市西区 - 1881年（明治15年）頃築
- 旧信濃神社 - 札幌市厚別区 - 1897年（明治30年）築（1983年（昭和58年）移築）[34]。
- 旧岩間家農家住宅 - 伊達市 - 1882年（明治14年）築（1983年（昭和58年）移築）[35]。
- 旧河西家住宅 - 札幌市厚別区 - 1897年（明治30年）頃築
- 旧樋口家農家住宅 - 札幌市厚別区 - 1897年（明治30年）築（1983年（昭和58年）移築）[36]。
- 旧小川家酪農畜舎 - 札幌市清田区 - 大正後期（1986年（昭和61年）移築）[37]。2013年（平成25年）に屋根と2階部分が壊れて立ち入り禁止となった[9]。
- 旧菊田家農家住宅 - 江別市 - 1893年（明治26年）頃築（1986年（昭和61年）移築）[37]。
- 開拓小屋（再現）

山村群
- 森林鉄道機関庫（再現）
- 旧平造材部飯場（再現）（1986年（昭和61年）移築）。
- 炭焼小屋（再現）

### 馬車鉄道
旧浦河支庁庁舎の前と旧ソーケシュオマベツ駅逓所の前を結んで路面上に線路が敷設されており、夏季には馬車鉄道の運行が行われている。冬季間は積雪のために代わりに馬ソリが運行される。線路の総延長は516.58 mあり、途中一部複線となっている。旧ソーケシュオマベツ駅逓所の側に煉瓦建の車庫が設けられている。軌間はかつての札幌の馬車鉄道と同じ762 mmで軌条は15 kg/mのものを使用している。客車は1982年（昭和57年）に日本車輌製造で製造されたものが2両用意されており、札幌馬車鉄道で使用されていたものを見本として製作されている。自重は3 t、定員座席12名、立席6名、ブレーキは手ブレーキとなっている。2017年（平成29年）12月から、村の入口に当たる旧札幌停車場を出るとすぐに馬車鉄道に乗れるように、約80メートルの延伸工事を実施。枕木・レールの交換と合わせ総工費は約4800万円をかけ、2018年（平成30年）3月に完成。乗車料金は、子供（3歳～14歳）は100円、大人（15歳以上）は250円となっている。

## イベント
- 四季に合わせた様々なイベントを実施しており、伝統遊具づくりを通年行っているほか、年に数回大道芸の実演も行っている。
  - 12月には「冬・むら・ロマン」をテーマに「むらのクリスマス」が開催される。冬至のならわしであるカボチャ粥の無料試食、クリスマス礼拝、もちつき、サンタの馬ソリ、松ぼっくりづくり、クリスマスカードづくりなどの行事がある。

## 交通
- ジェイ・アール北海道バス 新22 開拓の村線
  - 新札幌駅（JR千歳線）に隣接する新札幌バスターミナルまたは森林公園駅（JR函館本線）から「開拓の村」行き乗車、終点の「開拓の村」バス停下車。
  - JR札幌駅前からの直通バスは2015年3月で廃止されている。
- 森林公園駅から徒歩約20分。